# Kelechi Iheanacho
Kelechi Promise Iheanacho (Imo, 3 de octubre de 1996) es un futbolista nigeriano que juega de delantero en el Sevilla F. C.

## Trayectoria

### Inicios como futbolista
Inició su carrera en una escuela de fútbol, la Taye Academy de Owerri, destacándose como uno de los deportistas más prometedores del país. En 2013 se dio a conocer al resto del mundo gracias a dos campeonatos intercontinentales. En abril, la selección juvenil de Nigeria le convocó para el Campeonato Africano sub-17, en el que marcó 5 goles. Seis meses después repitió experiencia en la Copa Mundial de Fútbol sub-17 de 2013 y los nigerianos se llevaron el título. Iheanacho fue reconocido jugador más valioso del torneo por sus 6 goles en 7 partidos, y la Confederación Africana le concedió el premio al «mejor futbolista joven de África».
El éxito internacional lo puso en el punto de mira de clubes europeos, a pesar de que entonces solo tenía 17 años. En diciembre de 2013 viajó a Inglaterra para negociar su fichaje con el Manchester City Football Club, que de acuerdo al reglamento FIFA no podría completarse hasta que cumpliese 18 años el 3 de octubre de 2014. Según la prensa británica, el traspaso estuvo valorado en 350 000 libras esterlinas.

### Manchester City

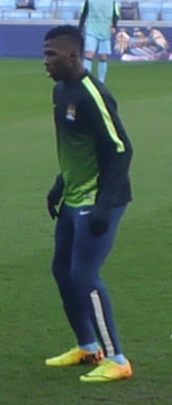
Iheanacho en un entrenamiento con el Manchester City en 2015.

Recaló en las categorías inferiores del Manchester City el 10 de enero de 2014. Antes de la temporada 2014-15, el nigeriano viajó con el resto del primer equipo en la gira por Estados Unidos, e incluso gozó de minutos en amistosos contra el Sporting Kansas City (4-1) y el Associazione Calcio Milan (5-1), en el que incluso marcó su primer gol. Al concluir la expedición, la Asociación del Fútbol aún no le había concedido el permiso de trabajo necesario para que un extranjero juegue en la liga inglesa, así que su equipo llegó a un acuerdo con el Columbus Crew SC para que Iheanacho entrenase con ellos hasta octubre.
Debutó el 24 de febrero con el equipo sub-19 en la Liga Juvenil de la UEFA contra el FC Schalke 04, pero tuvo que retirarse a los 11 minutos por lesión. Una vez se recuperó, gozó de oportunidades tanto con el combinado sub-19 como con el sub-21, al que fue ascendido al poco tiempo. Entre otros encuentros, fue titular en final de la Copa FA Juvenil contra el Chelsea (2-5) y en la Premier League International Cup frente al Oporto, donde el City obtuvo la victoria gracias a un gol del nigeriano.
A partir de la temporada 2015-16 fue ascendido al primer equipo con el dorsal «72». Debido al reglamento sobre futbolistas extranjeros, solo pudo ser inscrito para las competiciones nacionales sin posibilidad de bajar al equipo reserva. El 10 de agosto de 2015, el técnico Manuel Pellegrini ya le había convocado para la primera jornada de la Premier League. Sin embargo, su debut oficial llegó el 29 de agosto contra el Watford F. C., cuando sustituyó a Raheem Sterling en el minuto 89. Volvió a tener una oportunidad como suplente el 12 de septiembre contra el Crystal Palace y se convirtió en el protagonista del partido al marcar el gol de la victoria (1-0) en el último minuto.

### Leicester City
El 3 de agosto de 2017 fue presentado oficialmente por el elenco "The Foxes". El traspaso se cifró en torno a los 25 millones de libras. Su adaptación al equipo no fue fácil, de hecho, su primer gol en Premier League tuvo que esperar hasta el 10 de marzo en la goleada por 1 a 4 al West Bromwich.

### Sevilla F. C.
Tras finalizar contrato con el Leicester City, el 31 de julio de 2024 se confirmó su llegada al Sevilla F. C., firmando por dos años con opción a uno más. En sus primeros meses disputó once encuentros, en los que marcó tres goles, y el siguiente 3 de febrero regresó a Inglaterra tras ser cedido al Middlesbrough F. C.

## Selección nacional

### Selecciones menores
Ha tenido participaciones en las categorías sub-17 y sub-20 de la selección de Nigeria. Sus actuaciones más destacadas hasta la fecha se dieron en el Campeonato Africano sub-17 de 2013 y en la Copa Mundial de Fútbol sub-17 de 2013, en la que Nigeria se proclamó campeona del mundo tras vencer en la final a México. El delantero marcó 6 goles y fue designado mejor jugador del torneo.
También formó parte del seleccionado que viajó a Nueva Zelanda para jugar la Copa Mundial sub-20 2015. Solo pudo disputar dos partidos y no marcó ningún gol.

#### Participaciones en fases finales
| Competencia                           | Sede          | Resultado        | Partidos | Goles |
| ------------------------------------- | ------------- | ---------------- | -------- | ----- |
| Copa Mundial de Fútbol Sub-17 de 2013 | EAU           | Campeón          | 7        | 6     |
| Copa Mundial de Fútbol Sub-20 de 2015 | Nueva Zelanda | Octavos de final | 2        | 0     |

### Selección absoluta
Iheanacho fue convocado por primera vez a la selección mayor de Nigeria por el entrenador Sunday Oliseh para afrontar la serie que su selección debía jugar contra Suazilandia en la segunda ronda de la clasificación de CAF para la Copa Mundial de Fútbol de 2018. Su debut internacional se produjo el 13 de noviembre de 2015 en el partido de ida de esa serie que se jugó en Lobamba y que terminó en un empate a cero goles.

#### Participaciones en fases finales
| Competencia                    | Sede            | Resultado        | Partidos | Goles |
| ------------------------------ | --------------- | ---------------- | -------- | ----- |
| Copa Mundial de Fútbol de 2018 | Rusia           | Primera fase     | 3        | 0     |
| Copa Africana de Naciones 2021 | Camerún         | Octavos de final | 4        | 1     |
| Copa Africana de Naciones 2023 | Costa de Marfil | Subcampeón       | 2        | 0     |

## Estadísticas

### Clubes
Actualizado al último partido jugado el 3 de mayo de 2025.
| Club                             | Div.          | Temporada     | Liga  | Liga  | Copas nacionales | Copas nacionales | Torneos internacionales | Torneos internacionales | Total | Total |
| Club                             | Div.          | Temporada     | Part. | Goles | Part.            | Goles            | Part.                   | Goles                   | Part. | Goles |
| -------------------------------- | ------------- | ------------- | ----- | ----- | ---------------- | ---------------- | ----------------------- | ----------------------- | ----- | ----- |
| Manchester City F. C. Inglaterra | 1.ª           | 2015-16       | 26    | 8     | 5                | 6                | 4                       | 0                       | 35    | 14    |
| Manchester City F. C. Inglaterra | 1.ª           | 2016-17       | 20    | 4     | 5                | 1                | 4                       | 2                       | 29    | 7     |
| Manchester City F. C. Inglaterra | Total club    | Total club    | 46    | 12    | 10               | 7                | 8                       | 2                       | 64    | 21    |
| Leicester City F. C. Inglaterra  | 1.ª           | 2017-18       | 21    | 3     | 7                | 5                | —                       | —                       | 28    | 8     |
| Leicester City F. C. Inglaterra  | 1.ª           | 2018-19       | 30    | 1     | 5                | 1                | —                       | —                       | 35    | 2     |
| Leicester City F. C. Inglaterra  | 1.ª           | 2019-20       | 20    | 5     | 6                | 5                | —                       | —                       | 26    | 10    |
| Leicester City F. C. Inglaterra  | 1.ª           | 2020-21       | 25    | 12    | 7                | 4                | 7                       | 3                       | 39    | 19    |
| Leicester City F. C. Inglaterra  | 1.ª           | 2021-22       | 26    | 4     | 5                | 3                | 12                      | 1                       | 43    | 8     |
| Leicester City F. C. Inglaterra  | 1.ª           | 2022-23       | 28    | 5     | 7                | 3                | —                       | —                       | 35    | 8     |
| Leicester City F. C. Inglaterra  | 2.ª           | 2023-24       | 23    | 5     | 3                | 1                | —                       | —                       | 26    | 6     |
| Leicester City F. C. Inglaterra  | Total club    | Total club    | 173   | 35    | 40               | 22               | 19                      | 4                       | 232   | 61    |
| Sevilla F. C. · España           | 1.ª           | 2024-25       | 9     | 0     | 2                | 3                | —                       | —                       | 11    | 3     |
| Sevilla F. C. · España           | Total club    | Total club    | 9     | 0     | 2                | 3                | 0                       | 0                       | 11    | 3     |
| Middlesbrough F. C. Inglaterra   | 2.ª           | 2024-25       | 15    | 1     | —                | —                | —                       | —                       | 15    | 1     |
| Middlesbrough F. C. Inglaterra   | Total club    | Total club    | 15    | 1     | 0                | 0                | 0                       | 0                       | 15    | 1     |
| Total carrera                    | Total carrera | Total carrera | 243   | 48    | 52               | 32               | 27                      | 6                       | 322   | 86    |

## Palmarés

### Títulos nacionales
| Título           | Club                  | País       | Año  |
| ---------------- | --------------------- | ---------- | ---- |
| Copa de la Liga  | Manchester City F. C. | Inglaterra | 2016 |
| FA Cup           | Leicester City F. C.  | Inglaterra | 2021 |
| Community Shield | Leicester City F. C.  | Inglaterra | 2021 |
| EFL Championship | Leicester City F. C.  | Inglaterra | 2024 |

### Títulos internacionales
| Título         | Club (*)       | Sede | Año  |
| -------------- | -------------- | ---- | ---- |
| Mundial sub-17 | Nigeria sub-17 | EAU  | 2013 |

(*) Incluyendo la selección.